# Großer Preis von Frankreich 1911

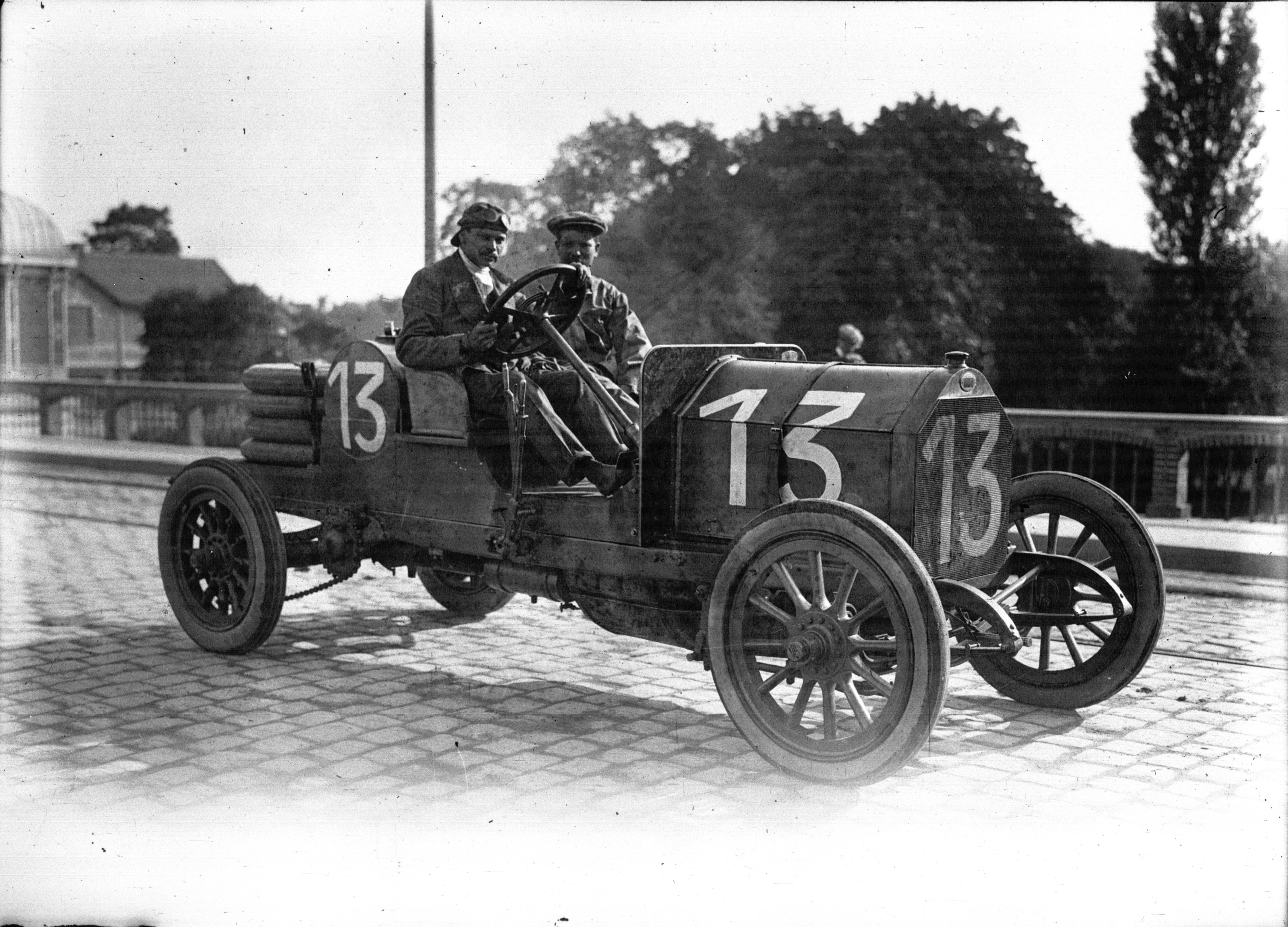
Rennsieger Victor Hémery mit seinem Mechaniker und Beifahrer Antonio Fagnano

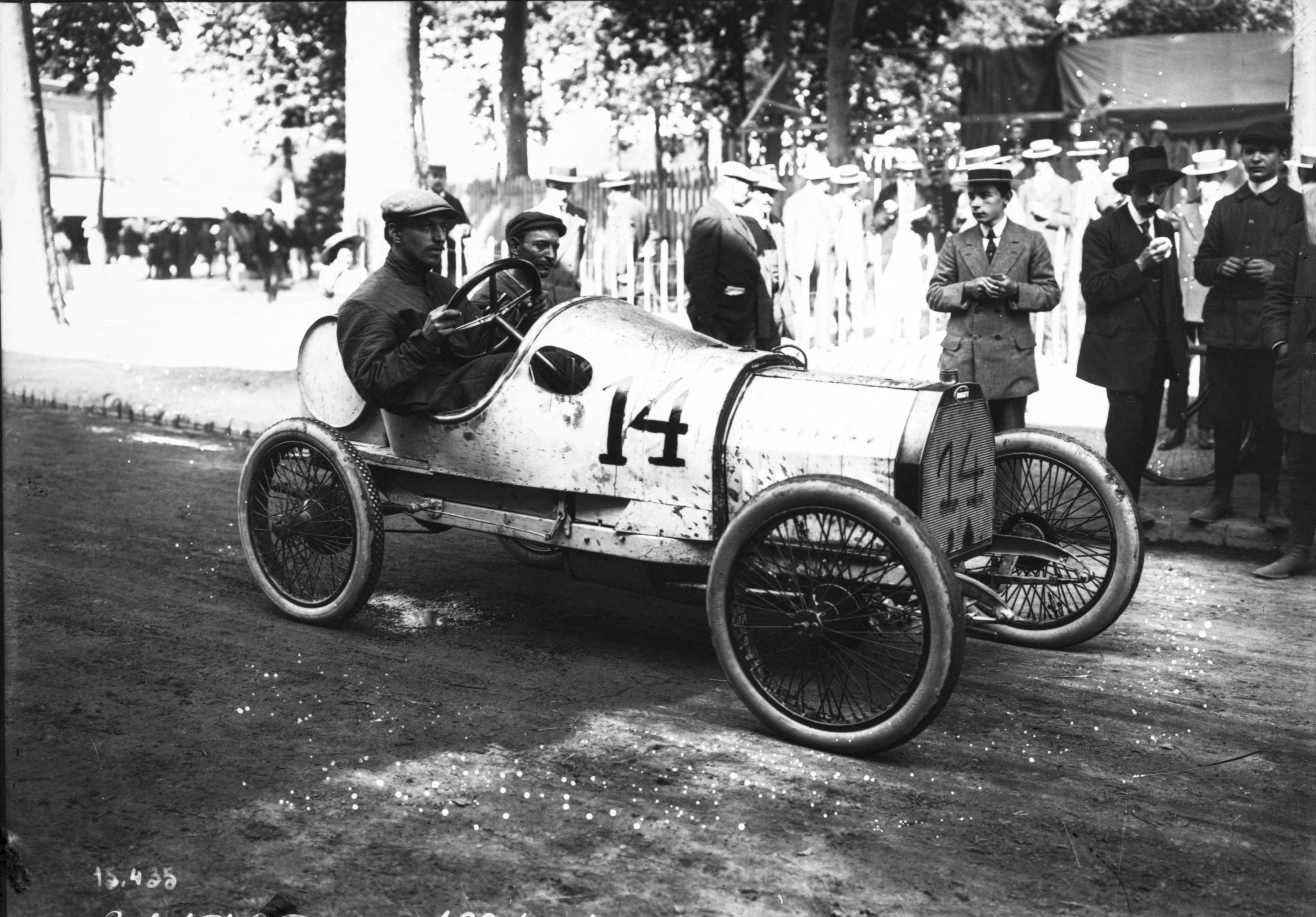
Der Zweitplatzierte Ernest Friederich

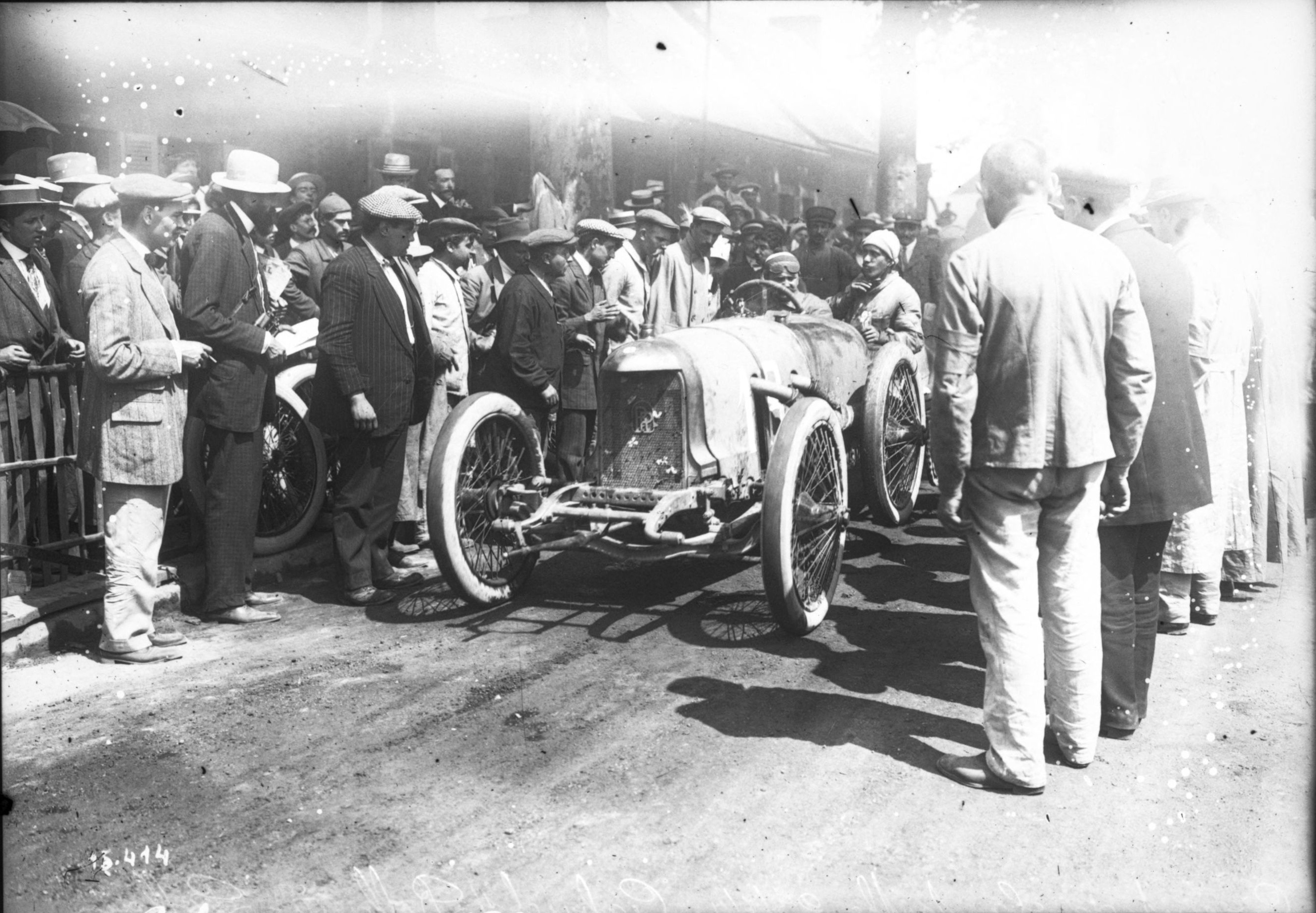
Dritter: Fernand Gabriel

Der Grand Prix de France (abfällig auch Grand Prix des Vieux Tacots a) fand am 23. Juli 1911 auf dem 54,6 km langen b Circuit de la Sarthe bei Le Mans in Frankreich statt. Das Rennen wurde über zwölf Runden ausgetragen, was einer Renndistanz von 655,2 km entsprach.
Veranstalter war der Automobile Club de la Sarthe et de l’Ouest (ACSO), der regionale Automobilclub im Westen Frankreichs. Entgegen dem Titel war es von daher kein offizieller Großen Preis von Frankreich c, denn der wurde bis 1967 unter der Bezeichnung Grand Prix de l’ACF ausschließlich vom übergeordneten nationalen französischen Automobilclub ausgerichtet.

## Rennen
Nachdem in den beiden Vorjahren mangels Teilnahmeinteresse der Automobilhersteller kein Großer Preis mehr zustande gekommen war, unternahm der Automobile Club de France für 1911 den Anlauf, seinen alljährlichen Grand Prix de l’ACF wieder ins Leben zu rufen. Allerdings blieb das Meldeergebnis erneut deutlich hinter den Erwartungen zurück, sodass für den ACF ein extremer Gesichtsverlust drohte. Um am Ende nicht mit ganz leeren Händen dazustehen, wurde das Angebot des ACSO bereitwillig aufgenommen, unter seiner Regie stattdessen ein Rennen um den Grand Prix de France auszurichten.
Insgesamt blieb die Besetzung des Teilnehmerfelds schwach. Sechs der 14 Wagen waren sogenannte Voiturettes, sodass in der eigentlichen Grand-Prix-Klasse nur acht zumeist ältere Modelle an den Start gingen. Der Fiat des späteren Siegers Victor Hémery war ein gewöhnlicher Tourenwagen, der von einem Pariser Kunden nicht abgenommen worden war und nun ohne die ursprünglich vorgesehene Karosserie ins Rennen geschickt wurde.
Der Start zum Rennen erfolgte am Sonntagmorgen um 7:00 Uhr, wobei die Teilnehmer wie üblich in festen Zeitintervallen einzeln auf die Strecke geschickt wurden. Am Ende der ersten Runde lag Georges Deydier auf Cottin & Desgouttes vor Jacques Fauquet (Rolland-Pilain) und Maurice Fournier (Corre-La Licorne) in Führung. In der zweiten Runde setzte sich Fournier an die Spitze. Im vierten Umlauf übernahm Arthur Duray auf Lorraine-Dietrich die Führung.
Fournier lag bis Mitte der sechsten Runde auf Rang zwei, als er um ca. 11:20 Uhr bei Pontlieue halten musste, um Kühlwasser nachzufüllen. Nachdem er das Rennen wieder aufgenommen hatte, wurde er vom Viertplatzierten Victor Hémery im Fiat eingeholt. Hémery versuchte Fournier auf der Geraden in Richtung der route d’Arnage zu überholen. Als die beiden Wagen bei ca. 100 km/h Seite an Seite die leichte Linkskurve nahe Ruaudin, etwa 5 km südlich von Le Mans nahmen, brach an Fourniers Corre-La Licorne eine Achse. Der Wagen überschlug sich, wodurch Fournier und sein Beifahrer Georges Louvel herausgeschleudert wurden und auf einem Feld mit dem Namen Les Hunaudières zum Liegen kamen. Der Fahrer war auf der Stelle tot, sein Co-Pilot erlag wenige Stunden später im Krankenhaus in Le Mans seinen Kopfverletzungen.
Das Rennen wurde trotz des Unfalls nicht unterbrochen. Hémery setzte sich in der siebenten Runde in Führung und siegte zusammen mit seinem Beifahrer Antonio Fagnano nach zwölf Runden überlegen vor Ernest Friederich (Bugatti Voiturette) und Fernand Gabriel (Rolland-Pilain). Seine Durchschnittsgeschwindigkeit betrug nach über sieben Stunden Renndauer 91,2 km/h. Friederich und Gabriel hatten trotz der Streckenlänge von über 50 km zwei bzw. drei Runden Rückstand auf den Sieger und fuhren nicht die komplette Distanz, sondern wurden nach Hémerys Zieldurchfahrt ebenfalls abgewinkt.
Fourniers Unglücksstelle wurde Jahre später Teil des Circuit de la Sarthe, auf dem seit 1923 das 24-Stunden-Rennen von Le Mans ausgetragen wird. Sie liegt nahezu exakt an der heutigen Mulsanne-Kurve am Ende der Hunaudières-Geraden.

## Ergebnisse

### Meldeliste
| Team                                     | Nr. | Fahrer              | Chassis                         | Motor           | Reifen |
| ---------------------------------------- | --- | ------------------- | ------------------------------- | --------------- | ------ |
| Corre-La Licorne                         | 02  | Maurice Fournier    | Corre-La Licorne                |                 |        |
| Edmund Gentil                            | 03  | Phillipe Barriaux   | Alcyon                          |                 |        |
| Automobiles Lorraine-Dietrich            | 05  | Arthur Duray        | Lorraine-Dietrich Type EX       |                 |        |
| Automobiles et Moteurs Cote              | 06  | Paul Leduc          | Côte                            |                 |        |
| Automobiles et Moteurs Cote              | 16  | Jules Olier         | Côte                            |                 |        |
| Automobiles et Moteurs Cote              | 19  | Cyril de Vère       | Côte                            |                 |        |
| Automobiles Excelsior                    | 09  | Paul Rivière        | Excelsior                       |                 |        |
| Société Générale des Automobiles Porthos | 10  | Henri Robert Debray | Porthos                         |                 |        |
| Rolland-Pilain                           | 11  | Victor Rigal        | Rolland-Pilain                  |                 |        |
| Rolland-Pilain                           | 15  | Jacques Fauquet     | Rolland-Pilain                  |                 |        |
| Rolland-Pilain                           | 18  | Fernand Gabriel     | Rolland-Pilain                  |                 |        |
| Automobiles Cottin et Desgouttes         | 12  | Georges Deydier     | Cottin & Desgouttes             |                 |        |
| Victor Hémery                            | 13  | Victor Hémery       | Fiat S.61 Corsa oder Fiat 90 HP | Fiat 10L I4     | C      |
| Usines Bugatti                           | 14  | Ernest Friederich   | Bugatti T13                     | Bugatti 1.4L I4 | M      |

### Rennergebnis
| Pos. | Fahrer              | Konstrukteur        | Runden | Stopps | Zeit        | Start | Schnellste Runde | Ausfallgrund                  |
| ---- | ------------------- | ------------------- | ------ | ------ | ----------- | ----- | ---------------- | ----------------------------- |
| 01   | Victor Hémery       | Fiat                | 12     | 2      | 7:06:30,000 | 9     | 29:36,000        |                               |
| 02   | Ernest Friederich   | Bugatti             | 10     | 2      | + 2 Runden  | 10    | 40:22,800        |                               |
| 03   | Fernand Gabriel     | Rolland-Pilain      | 9      | 2      | + 3 Runden  | 13    | 32:11,000        |                               |
| 04   | Arthur Duray        | Lorraine-Dietrich   | 8      | 1      | DNF         | 3     | 31:50,000        | Kraftübertragung              |
| —    | Paul Leduc          | Côte                | 8      |        | DSQ         | 14    | 29:56,000        |                               |
| —    | Phillipe Barriaux   | Alcyon              | 6      |        | DNF         | 2     | 34:12,000        | Ausfall                       |
| —    | Maurice Fournier    | Corre-La Licorne    | 5      |        | DNF         | 1     | 30:29,000        | tödlicher Unfall von Fournier |
| —    | Victor Rigal        | Rolland-Pilain      | 5      |        | DNF         | 7     | 31:01,600        | Unfall                        |
| —    | Jacques Fauquet     | Rolland-Pilain      | 2      |        | DNF         | 11    | 30:05,000        | Chassis gebrochen             |
| —    | Paul Rivière        | Excelsior           | 2      |        | DNF         | 5     | 42:00,000        | Motorschaden                  |
| —    | Georges Deydier     | Cottin & Desgouttes | 1      |        | DNF         | 8     | 29:45,600        | Chassis gebrochen             |
| —    | Henri Robert Debray | Prothos             | 1      |        | DNF         | 6     | 43:00,000        | Motorschaden                  |
| —    | Jules Olier         | Côte                | 1      |        | DNF         | 12    | 44:00,000        | Motorschaden                  |
| —    | Cyril de Vère       | Côte                | 1      |        | DNF         | 4     |                  | Ausfall                       |